# 芦別市立常磐小学校
芦別市立常磐小学校（あしべつしりつ ときわしょうがっこう）は、北海道芦別市常磐町293番地にあった公立小学校。かつては中学校を併置していた（1988年3月に閉校）。

## 沿革
- 1894年10月5日 - 寺子屋式教育による安楽寺説教所として開校する。
- 1896年10月3日 - 班渓簡易教育所（私立）となる。
- 1899年5月4日 - 公立に移管される。
- 1907年11月26日 - 班渓尋常小学校となる。
- 1924年4月1日 - 高等科が併置され、班渓尋常高等小学校となる。
- 1941年3月 - 国民学校令により、班渓国民学校となる。
- 1947年5月1日 - 学制改革により、中学校を併置し、班渓小中学校となる。
- 1952年9月1日 - 常磐小中学校となる。
- 1988年3月 - 中学校が閉校し、常磐小学校となる。
- 2014年3月 - 閉校。芦別小学校と統合となる[1]。